# Karel Vosskühler
Karel Ernst Theodor Ignatius Vosskühler (1947) is een Nederlands voormalig diplomaat.

## Opleiding
Vosskühler behaalde zijn Gymnasium alpha-diploma aan het rooms-katholiek lyceum De Grundel in Hengelo (Overijssel) en studeerde daarna rechten aan de Universiteit van Amsterdam waar hij in 1970 afstudeerde als notaris en in 1972 als gewoon jurist. In 1973 verwierf hij een Masters-diploma aan de Columbia University School of Law.

## Loopbaan
Van 1973 tot 1975 werkte hij op het United Nations Institute for Training and Research. Vervolgens was hij van 1975 tot 2012 werkzaam op het Nederlandse ministerie van Buitenlandse Zaken, met een onderbreking tussen 1988 en 1990 waarin hij bij de Ford Foundation in New York werkte.
In Den Haag vervulde hij functies bij onder meer de VN-directie, de adviseur beleidsplanning, de NAVO- en OVSE-directie en de directie Europa. Bovendien diende hij in ambassades in Teheran en Bonn respectievelijk Berlijn, was hij plaatsvervangend permanent vertegenwoordiger bij de OVSE in Wenen en ambassadeur in Sarajevo.

## Incident
In 2008 eiste Milorad Dodik, de toenmalige premier van de Republika Srpska, dat Vosskühler persona non grata zou worden verklaard nadat deze Dodik in verschillende interviews had opgeroepen de democratie en rechtsstaat te eerbiedigen. Vosskühler vergeleek Dodik daarbij met de Wit-Russische president Loekasjenko. De eis van Dodik werd door de federale autoriteiten in Bosnië-Herzegovina niet gehonoreerd.

## Publicaties
Vosskühler heeft uitgebreid geschreven over binnenlands en buitenlands beleid in o.m. de Internationale Spectator, Intermediair, NRC/Handelsblad, de Volkskrant en de Herald Tribune. In 1992 voltooide hij zijn deels autobiografische roman ``Out of Paradise`` die speelt in Iran in 1983, toen Vosskühler werkzaam was op de Nederlandse Ambassade in Teheran. Dit boek werd na zijn pensionering in 2012 onder het pseudoniem Carl Ernest Theodore gepubliceerd bij Amazon/Create Space. In 1995 volgde de pre-9/11 politieke thriller Afghan Liaisons: War Coming Home, die hij in 2012 ook bij Amazon publiceerde. In december 2013 publiceerde hij, eveneens bij Amazon, de politieke science fiction thriller The Sarajevo Hostage Crisis, dat speelt in Bosnië en Herzegovina tegen de achtergrond van de herdenking van de aanslag in Sarajevo op de Habsburgse erfopvolger Frans Ferdinand op 28 juni 2014. In 2016 verschenen bij Amazon onder het eerder genoemde pseudoniem zijn memoires onder de titel ``Having Been There``, ondersteund door twee separaat gepubliceerde annexen met o.m. een weergave van publicaties en een inventaris van een bibliotheek met bijna 6.000 titels. In 2017 volgde bij Amazon ``My Travel`` en in 2018 ``Beauty and Harmony: An Inward Journey``, dat een esthetische focus heeft. 
Vosskühler is getrouwd, heeft een stiefdochter en drie kleinkinderen en is woonachtig in Stuttgart. 
- K.E. Vosskühler: Policies for stimulating technological development: an overview, uitg. UNITAR, New York, 1975.
- K.E. Vosskühler: 40 jaar Verenigde Naties: universele mensenrechten in verdragen en verklaringen, uitg. Ministerie van Buitenlandse Zaken, Den Haag, 1985.
- Carl Ernest Theodore: Afghan Liaisons: War Coming Home (1995), uitg. CreateSpace, 2012, ISBN 978 147919863 4.
- Carl Ernest Theodore: The Sarajevo Hostage Crisis, uitg. CreateSpace, 2013, ISBN 978 148256543 0.